# Musaranya de Lucina
La musaranya de Lucina (Crocidura lucina) és una espècie de musaranya endèmica d'Etiòpia. Els hàbitats naturals són pastures subtropicals o tropicals i pantans situats entre els 3.000 ai 4.000 metres d'altitud. Pesa uns 20 g.